# Panorama de Waterloo

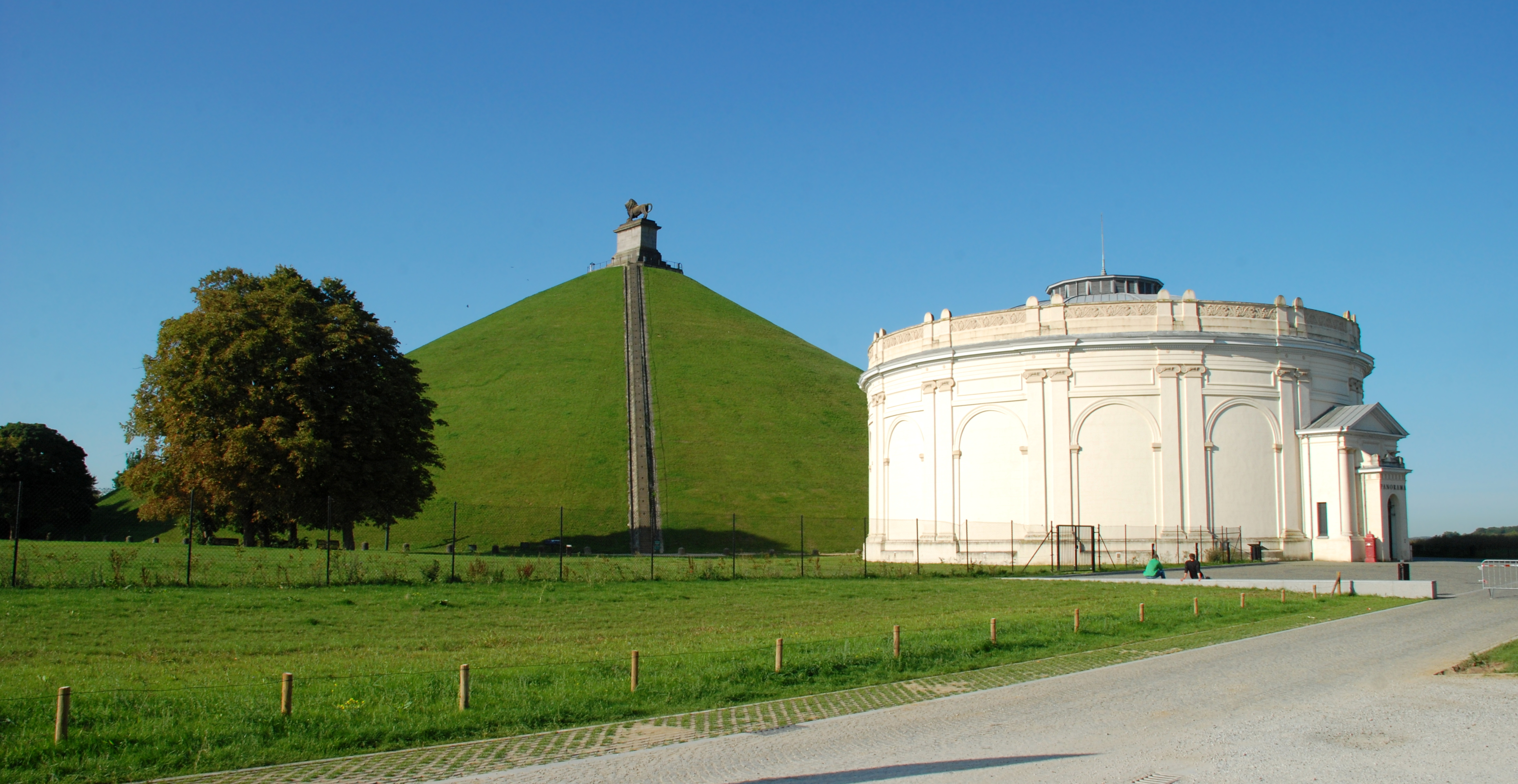
La Colina del León y la Rotonda del Panorama de la Batalla de Waterloo.

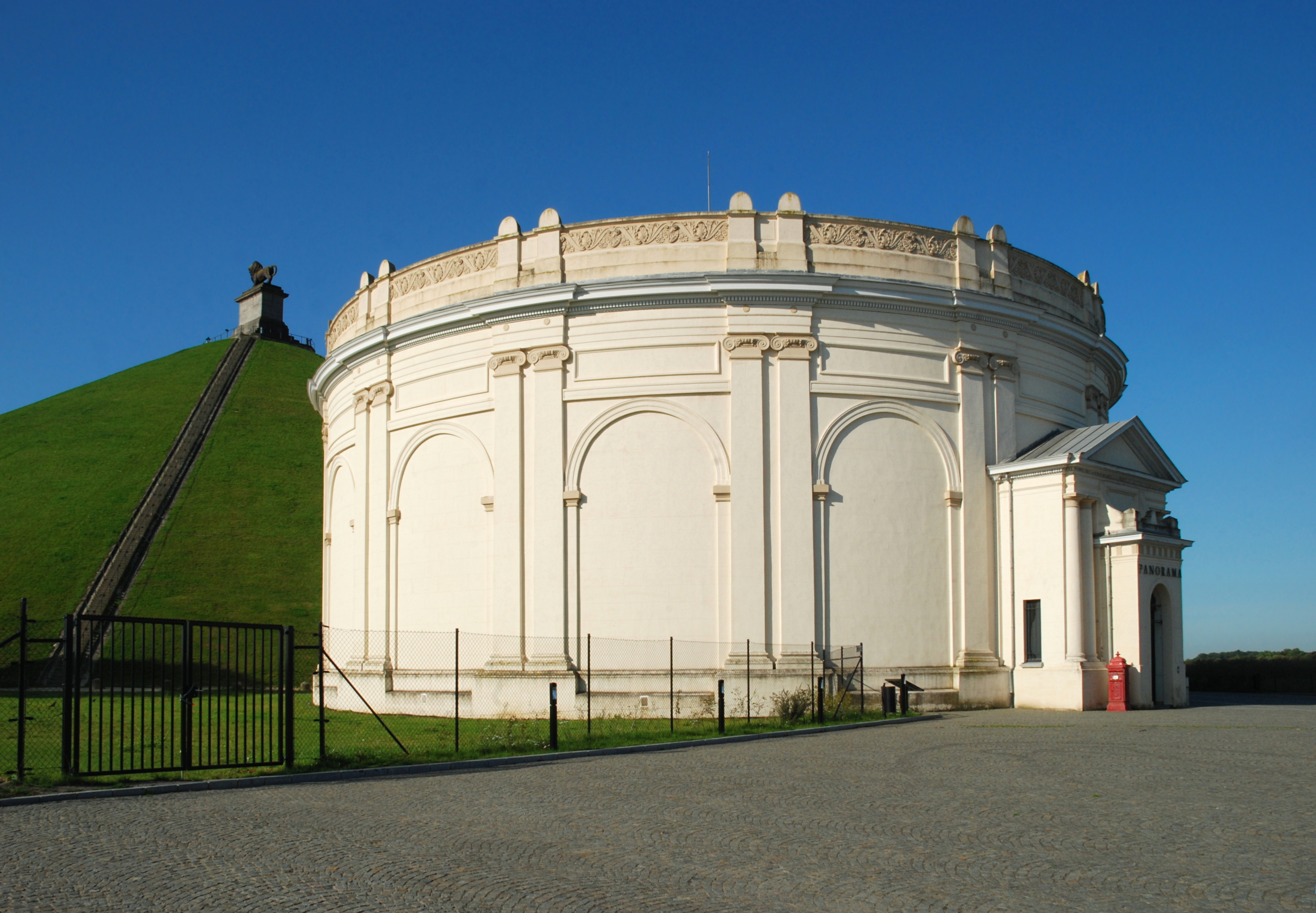
La Rotonda del Panorama de la Batalla de Waterloo.

El panorama de Waterloo es una obra del año 1881 del pintor Charles Verlat y del escultor Frans Joris. Este último hizo su aportación en forma de 300 moldes y esculturas que formaban la estructura. Hacer el panorama fue un proyecto costoso debido a su magnitud de la pintura y por el lugar donde se tenía que colocar, que tenía que ser un edificio circular con una luz cenital. Finalmente, se acabó posando en un edificio de 27 metros de altura y unos 40 de diámetro. El panorama consistía en una tela de 10 metros de altura y 120 metros de longitud. Tenía alrededor de 300 figuras como soldados, cañones, caballos y otros motivos de la guerra de Waterloo.

## El panorama en Barcelona[2]
La estancia del panorama de Waterloo en Barcelona coincidió con la Exposición Universal de 1888. Se situó en un edificio de 40 metros de diámetro en Plaza Cataluña, rodeado de jardines y con "La pajarera" y el Circo Ecuestre al lado. La empresa a cargo de la construcción del edificio fue la constructora Completamente Catalana. 
El panorama estuvo en la ciudad durante dos años. Para entrar se tenía que pagar el precio de una peseta y los espectadores veían la pintura de 1800 metros cuadrados que mostraba el lienzo. 
Finalmente, el panorama fue desmontado el 4 de junio de 1890. En cuanto al edificio, a pesar de que se propuso de convertirlo en un teatro; por la presión de los vecinos, propietarios y personas interesadas en el terreno, se acabó demoliendo.